# Torneo de Québec City 2012
El Bell Challenge 2012 fue un torneo de tenis. Pertenece al WTA Tour 2012 en la categoría WTA International. El torneo tuvo lugar en la ciudad de Quebec, Canadá, desde el 10 de septiembre hasta el 16 de septiembre de 2012 sobre canchas duras.

## Cabezas de serie
| Tenista                    | Ranking | No. |
| Dominika Cibulkova         | 14      | 1   |
| Yanina Wickmayer           | 29      | 2   |
| Mona Barthel               | 35      | 3   |
| Aleksandra Wozniak         | 48      | 4   |
| Romina Oprandi             | 56      | 5   |
| Barbora Záhlavová-Strýcová | 60      | 6   |
| Petra Martic               | 64      | 7   |
| Lucie Hradecka             | 69      | 8   |

- Las cabezas de serie, están basados en el ranking WTA del 10 de septiembre de 2012.

## Campeonas

### Individual Femenino
Kirsten Flipkens venció a  Lucie Hradecká 6-1 7-5

### Dobles Femenino
Tatjana Malek /  Kristina Mladenovic vencieron a  Alicja Rosolska /  Heather Watson 7-6(5) 6-7(6) 10-7